# Dayboro
Dayboro est une ville du Queensland, en Australie, située environ 46 km au nord-nord-ouest de Brisbane.
Au nord de Dayboro on trouve la chaîne de montagne des D'Aguilar Range et la ville de Mount Mee. Les autres villes proches sont Petrie et Samford. Les terres environnantes sont principalement occupées par des plantations d'avocats et d'ananas, et des élevages de vaches laitières.